# Matthäuskirche (Pforzheim)

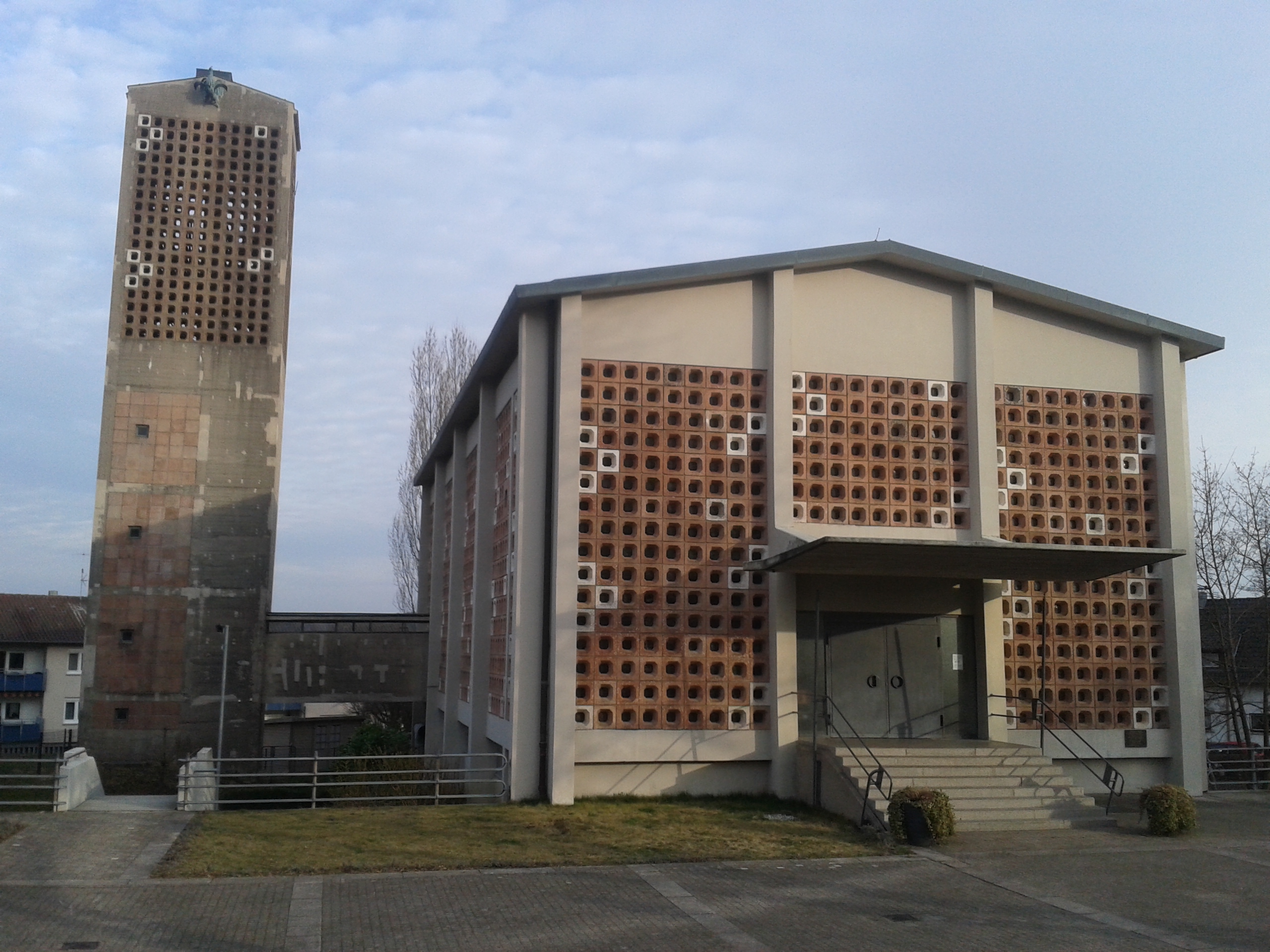
Matthäuskirche Pforzheim

Die Matthäuskirche ist eine evangelische Kirche im Pforzheimer Stadtteil Arlinger. Sie liegt am Rande der Gartenstadt mit der Adresse Hochkopfstraße 30.
Die Matthäuskirche gehört zu den wichtigsten Kirchenneubauten der Nachkriegsmoderne. Sie war das Vorbild für zahlreiche Nachkriegs-Kirchenbauten, als bekannteste die Kaiser-Wilhelm-Gedächtniskirche in Berlin. Obwohl das Element der Wabenfenster in beiden von Egon Eiermann gestalteten Kirchen verwendet wird, sind sie in der gestalterischen Wirkung sehr unterschiedlich. Die Architektur der Matthäuskirche wurde von Zeitgenossen kritisch als „dickköpfiger Technizismus“ gewertet.

## Geschichte

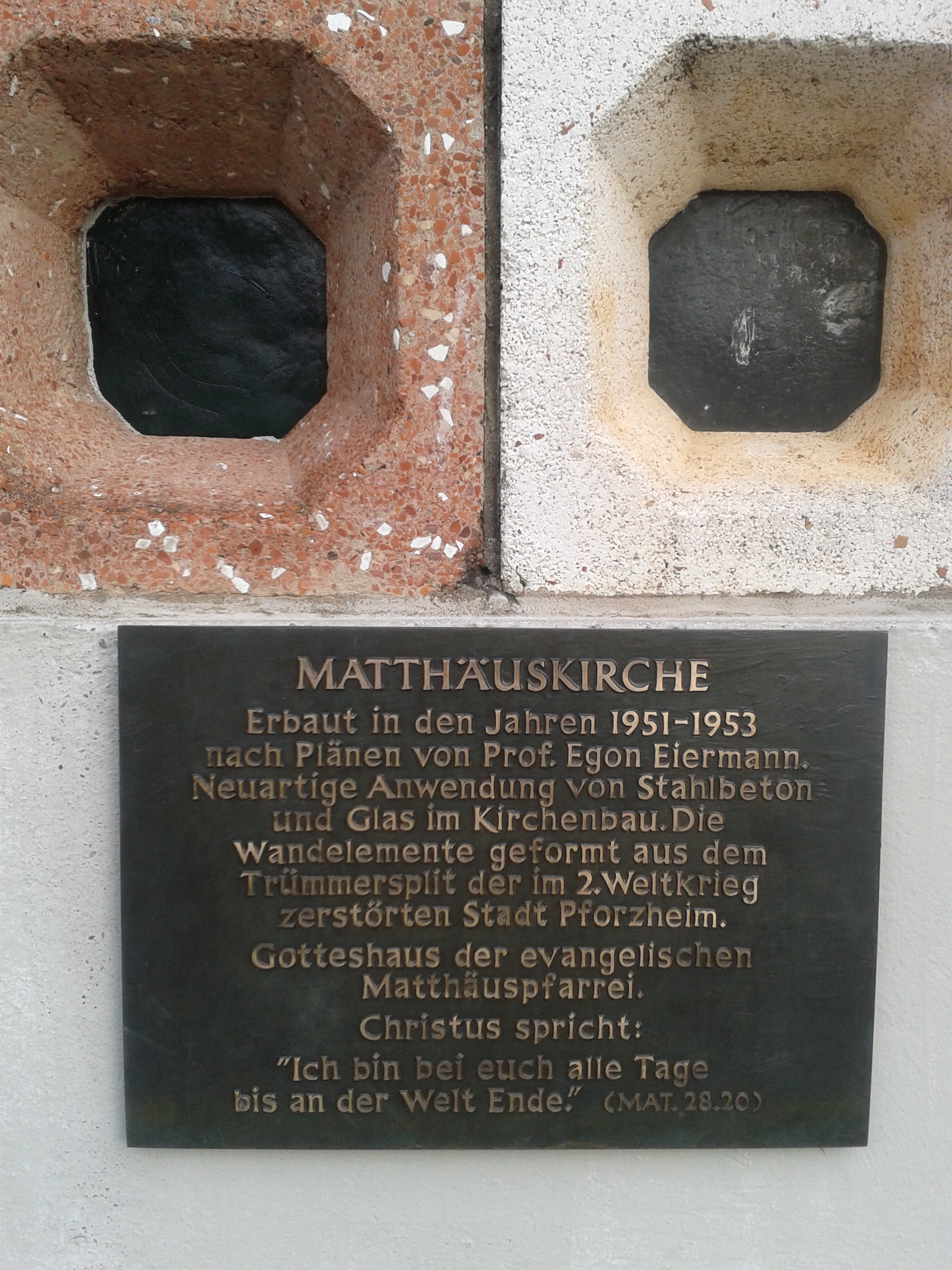
Wabensteine und Gedenktafel

Die Kirche wurde von 1951 bis 1953 nach Plänen von Egon Eiermann unter Mitwirkung von Helmut Striffler erbaut und 1956 mit dem Turm ergänzt. Die Konstruktion besteht aus einem einfachen Betonskelett, das erlaubte, die Wandflächen mit Wabenfenster-Elementen mit bunten Dallglasscheiben zu füllen. In Zusammenarbeit mit dem Schopfheimer Glaskünstler Hans Theo Baumann, von dem auch der Vorschlag für die Verwendung von Formsteinen stammt, entstand der erste Sichtbeton-Kirchenbau der Nachkriegszeit in Deutschland. Die Wabensteine variieren in ihrer Farbigkeit, weil Egon Eiermann als Zuschlagsstoff Trümmersplitt beimengen ließ. Von Baumann stammte auch das erste Altarkreuz und die Taufschale, ebenfalls in Dickglas ausgeführt. In der Matthäuskirche kam erstmals der heute unter dem Namen „Eiermann-Gestell“ bekannte Tischunterbau als Altarkonstruktion zum Einsatz. Die Einweihung erfolgte am 12. Juli 1953 unter Anwesenheit des Architekten.
Der ursprünglich aus einer Rasenfläche mit Trittsteinen und Baumgruppen gestaltete Vorplatz wurde Anfang der 1970er Jahre im Zuge von Gemeindeneubauten betoniert.
Die Erhaltung der Kirche bereitete den Verantwortlichen manche Probleme, zumal die Überdeckung der Betonbewehrung zu knapp dimensioniert war, während die Betonausführung gleichzeitig sehr mangelhaft war. Mit einer äußeren Torkretierung verstärkte man bereits 1974 die Binderkonstruktion, wodurch der Bau aufdimensioniert wurde und seine ursprüngliche Leichtigkeit verlor. Der Denkmalwert des Gebäudes resultiert daher aus dem unveränderten Innenraum, der seitdem erhalten wird.
Das Vordach über der Freitreppe wurde 1990 saniert und konnte im Vergleich zum Ergebnis der Fassadensanierung von 1974 seine knappen Dimensionen erhalten. Das Korbgestühl im Inneren wurde 1992/93 restauriert. Die bislang letzten umfangreichen Sanierungsmaßnahmen fanden 1998 bis 1999 am Turm statt.

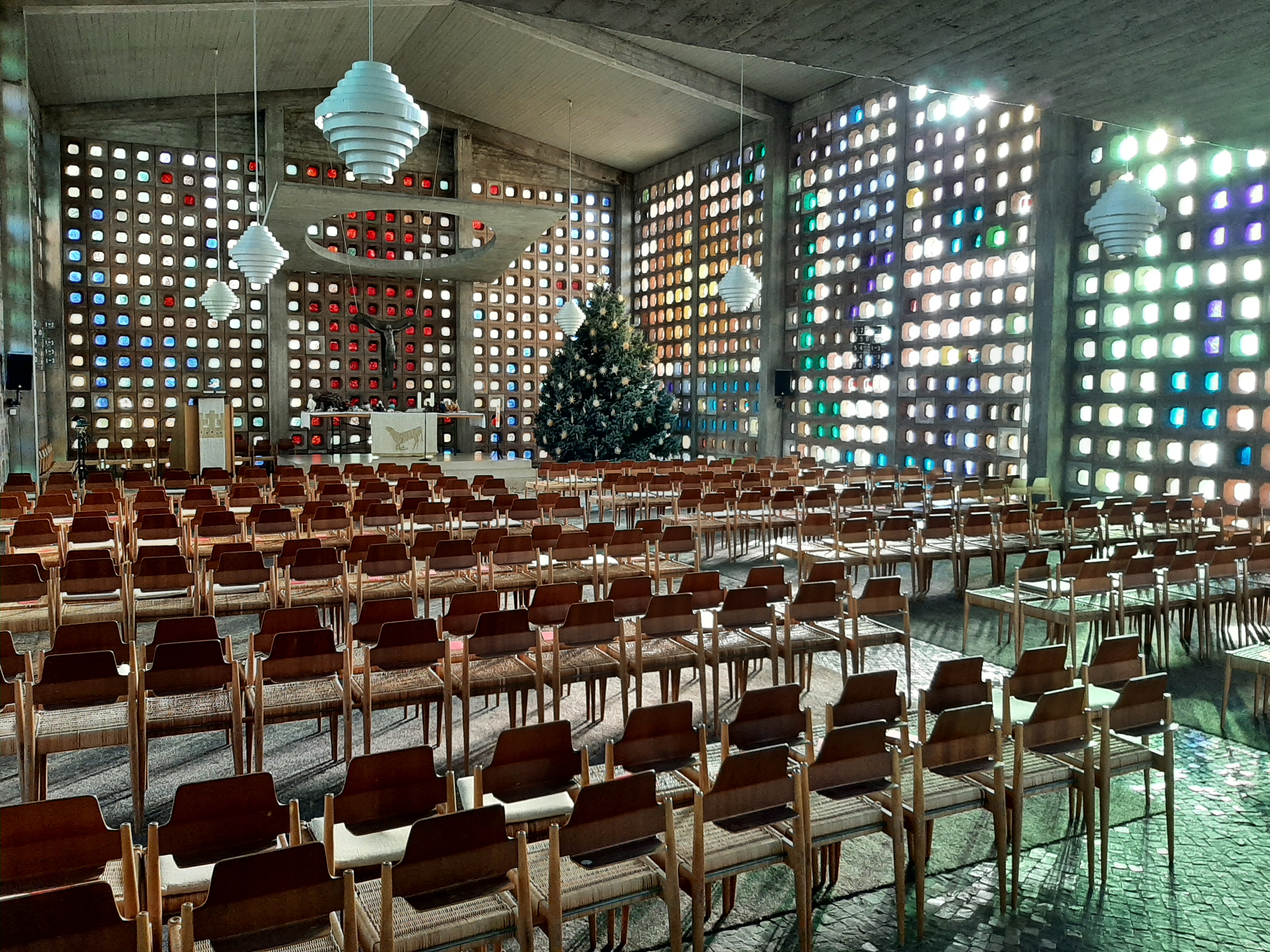
Blick Südost
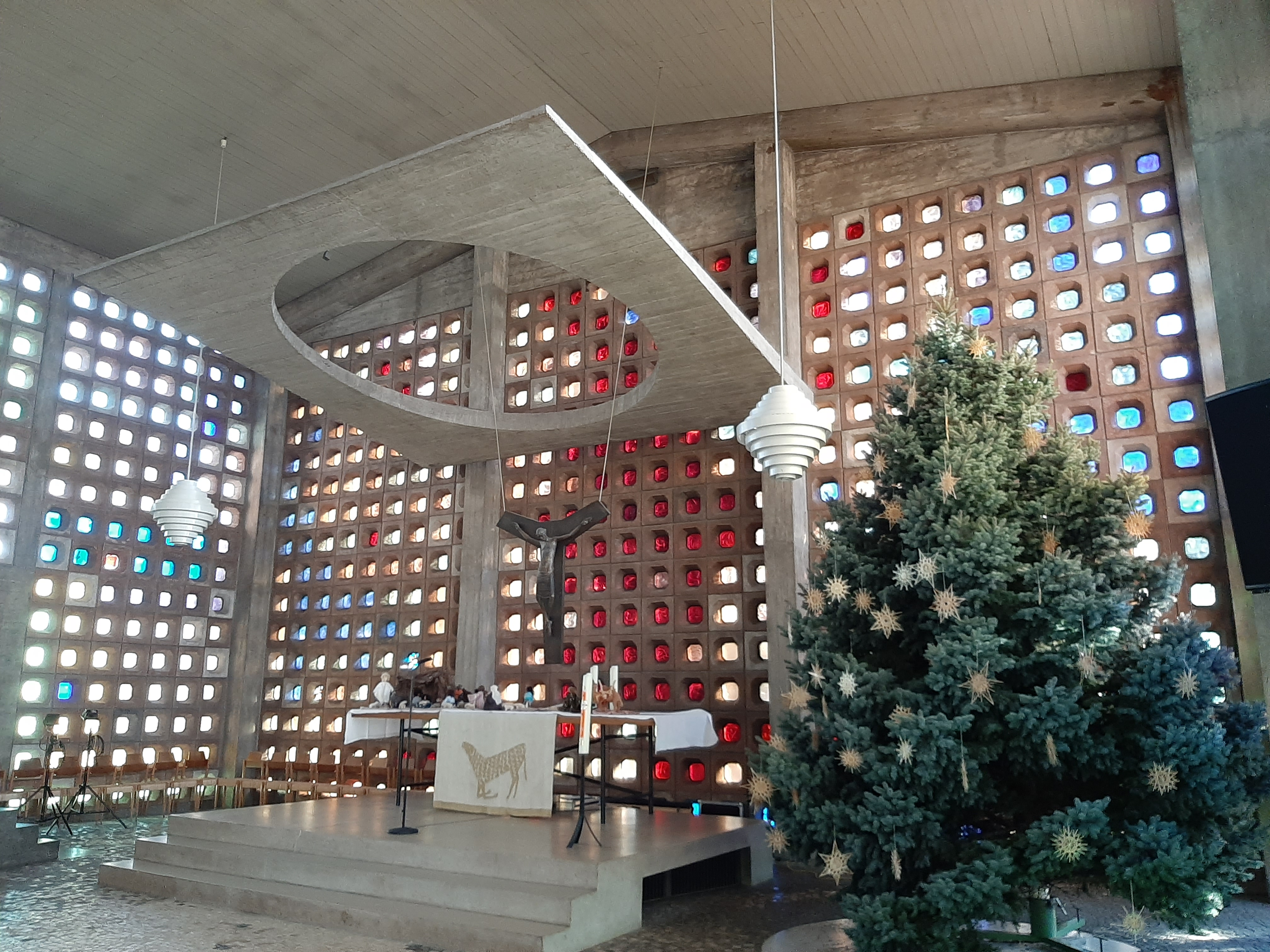
Altar Ost
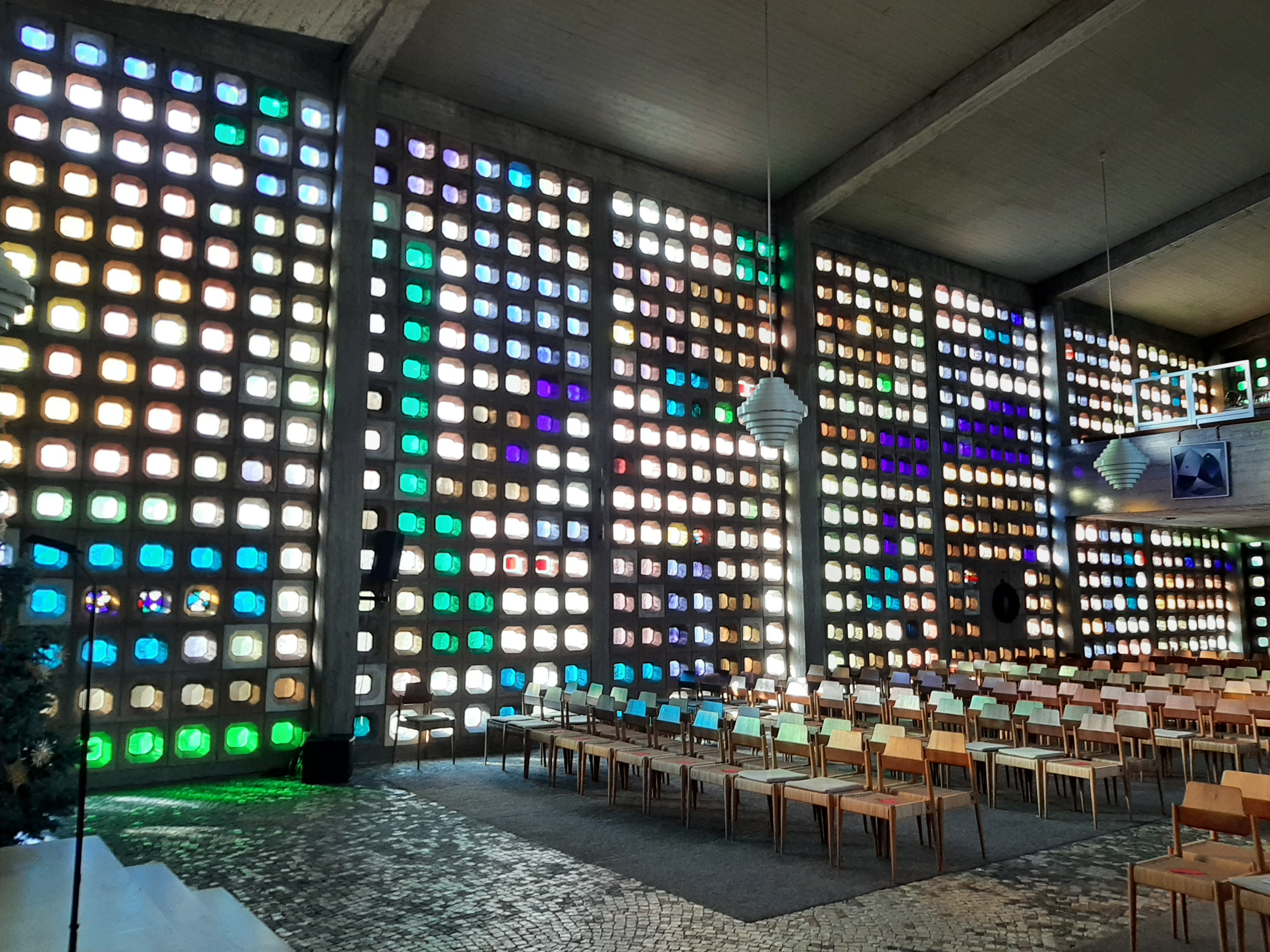
Blick Südwest
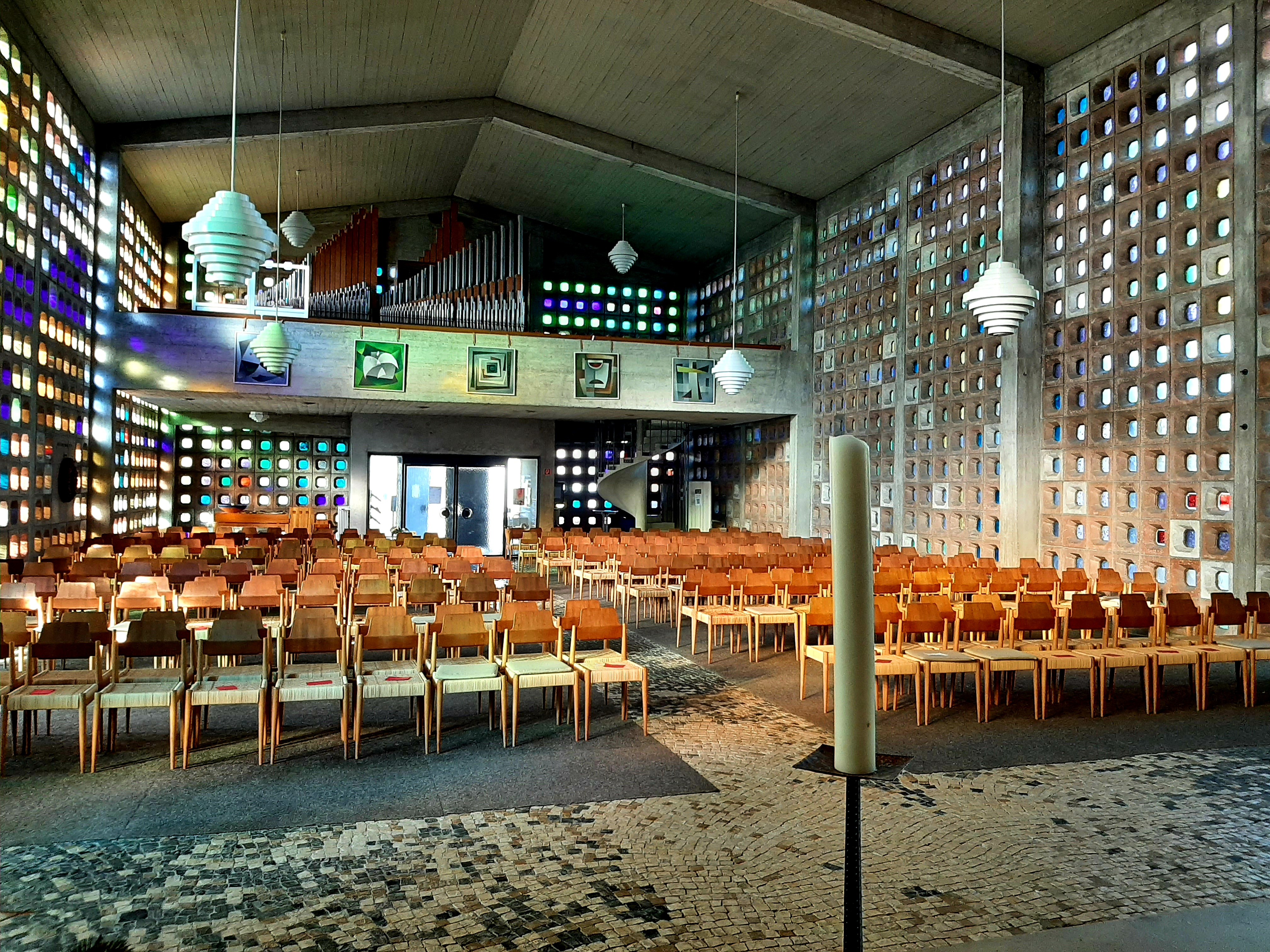
Blick West Empore
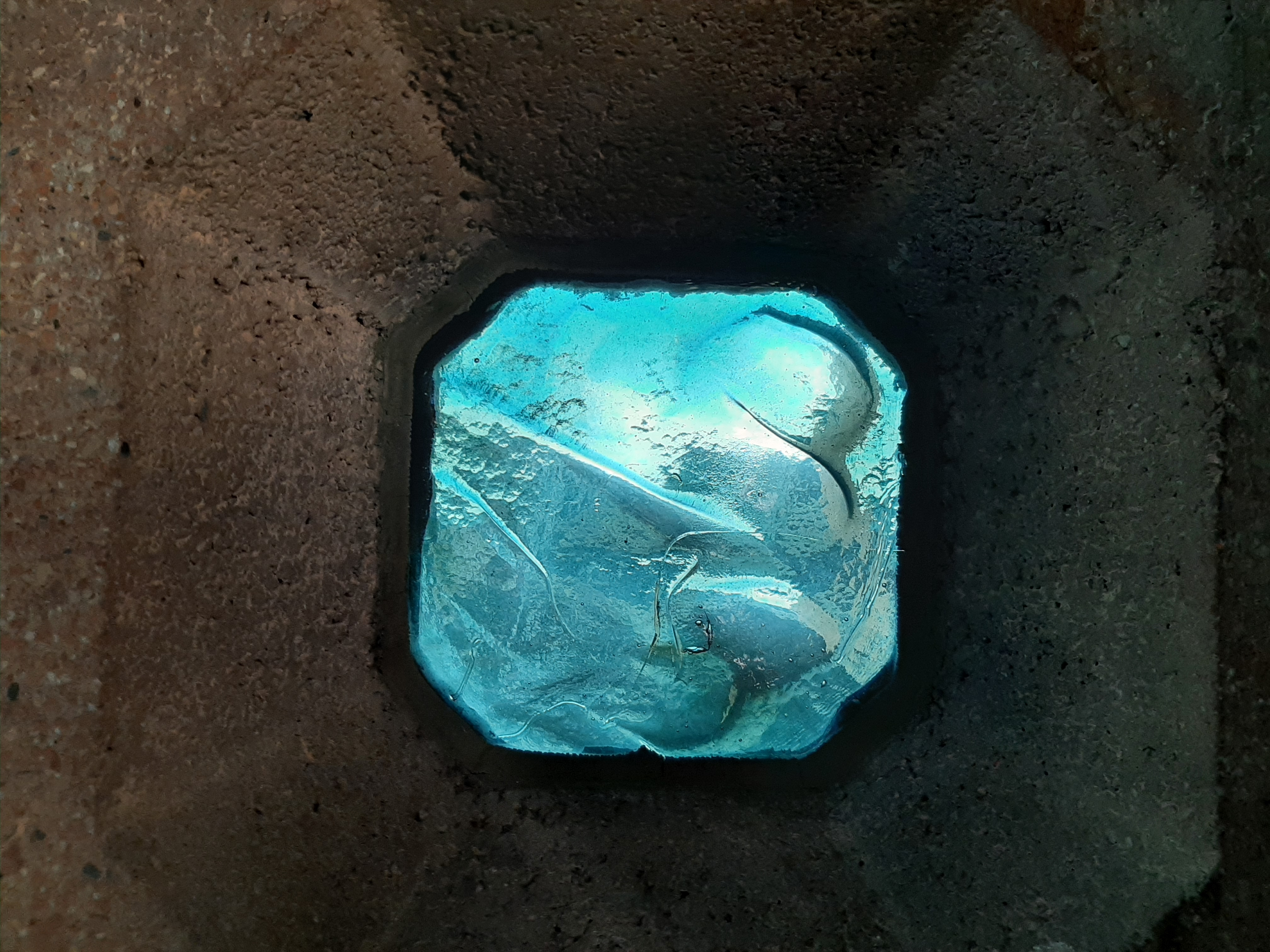
Formstein Dallglas
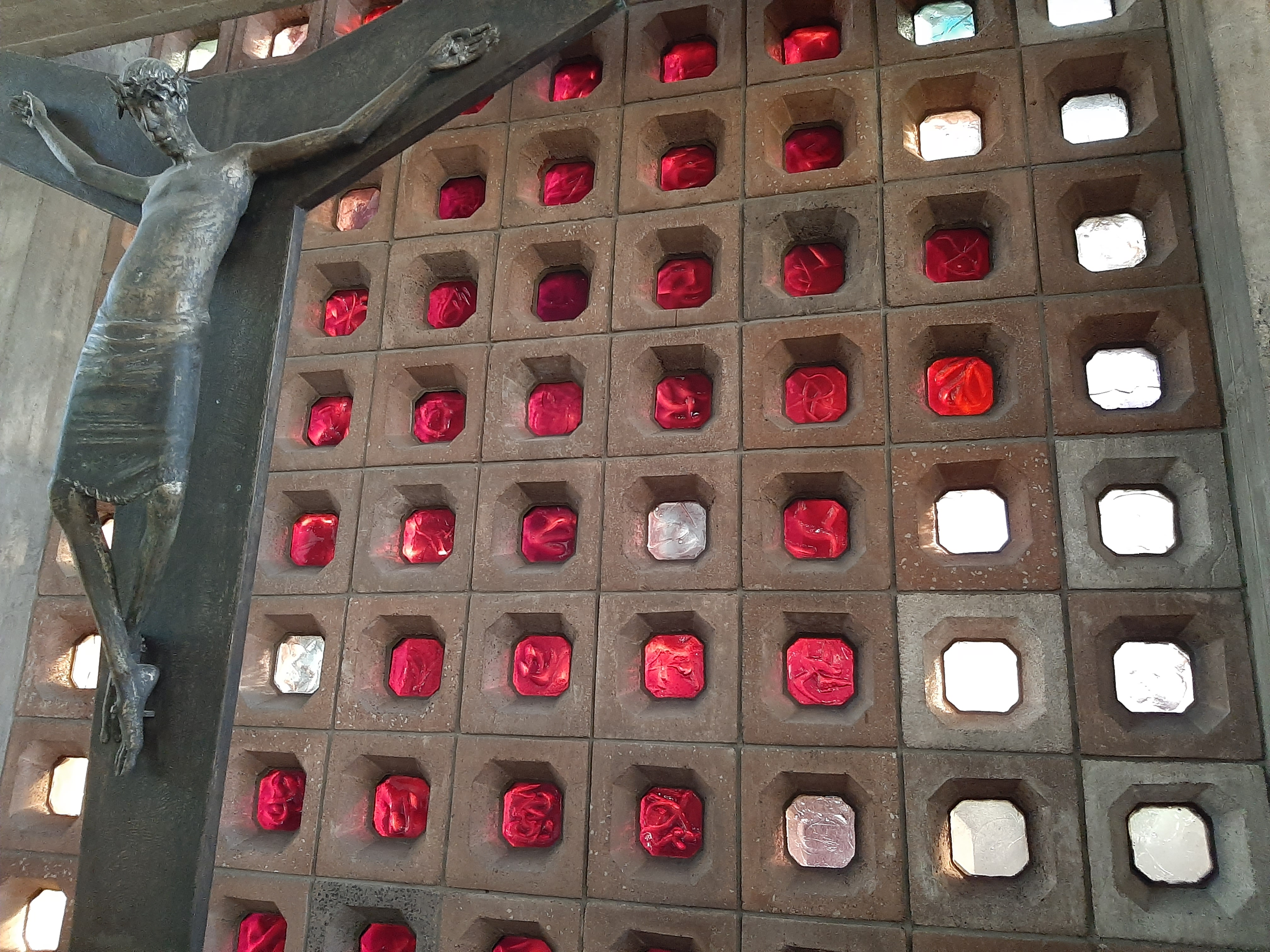
Ostwand Kruzifix
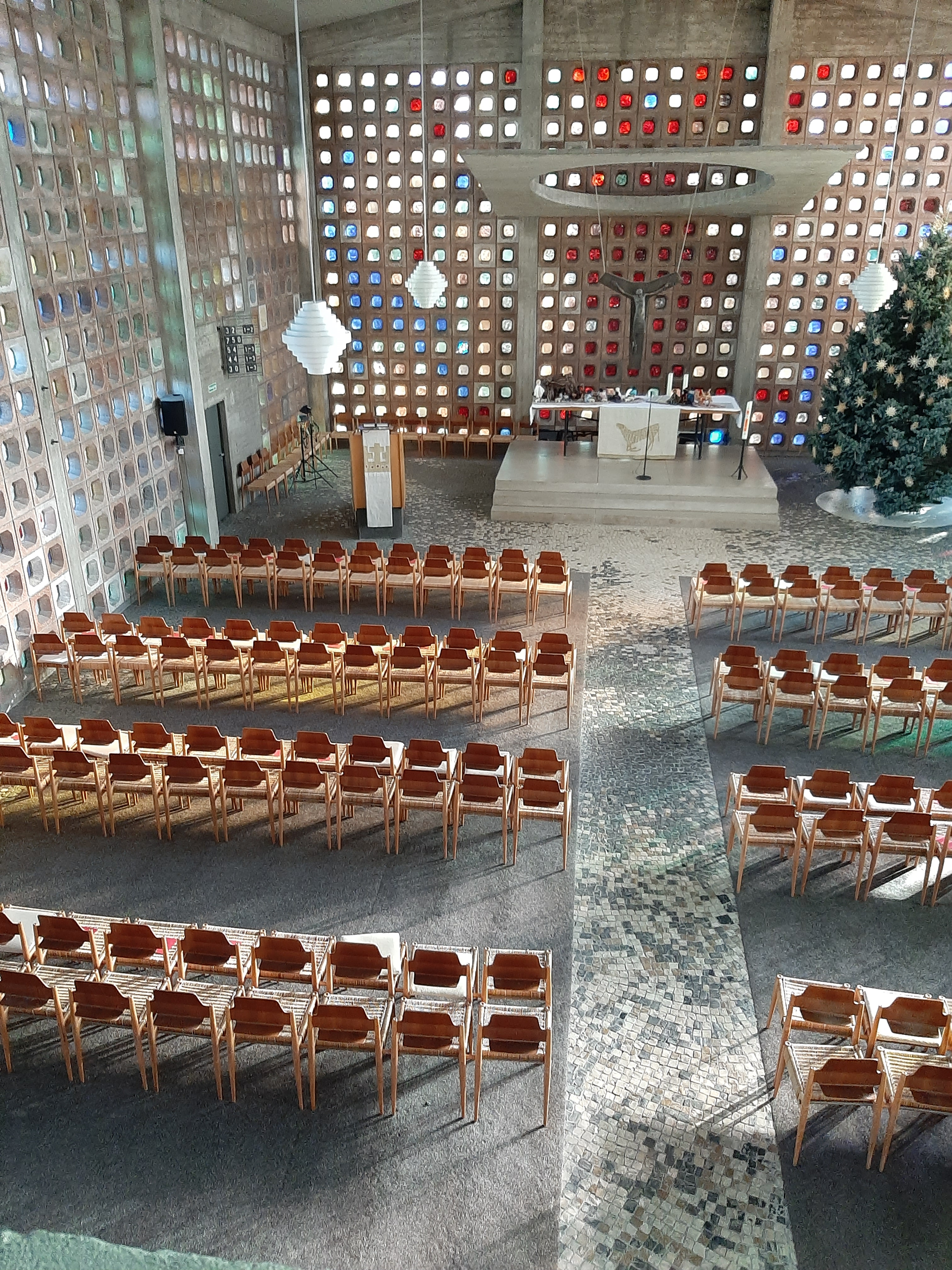
Fußboden NO
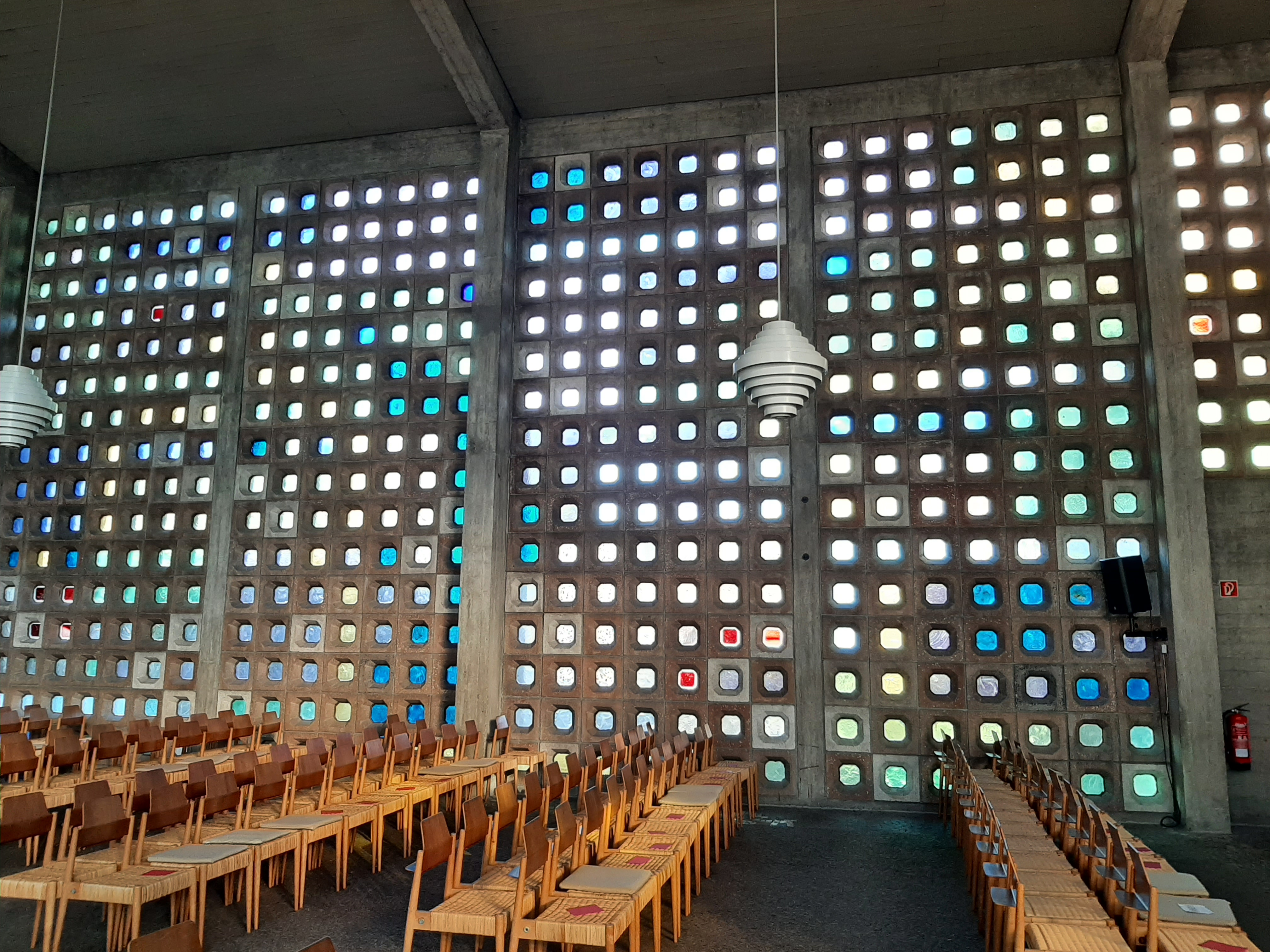
Nordwand
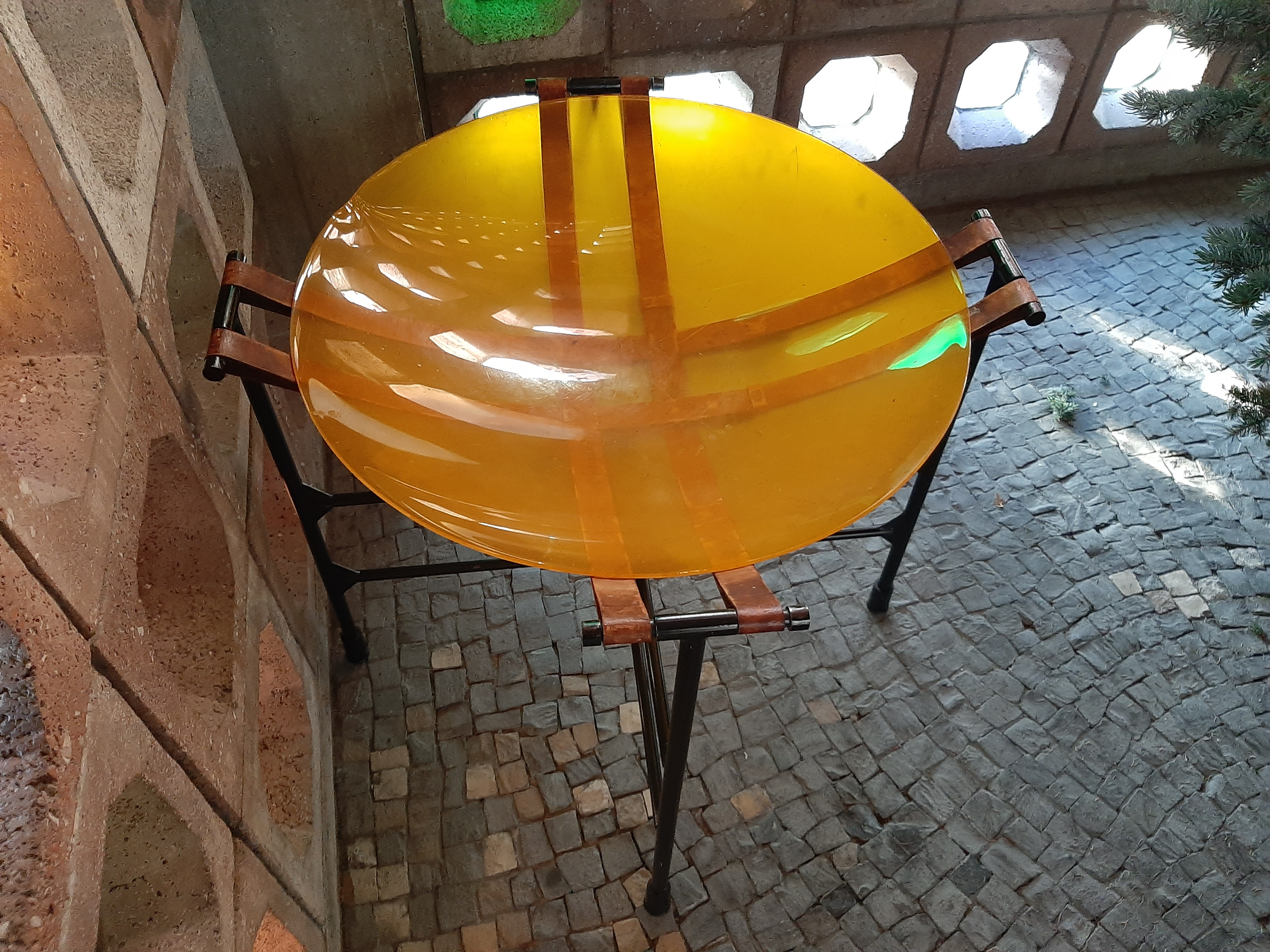
Taufbecken Acryl, Leder, Stahl

## Gestaltung

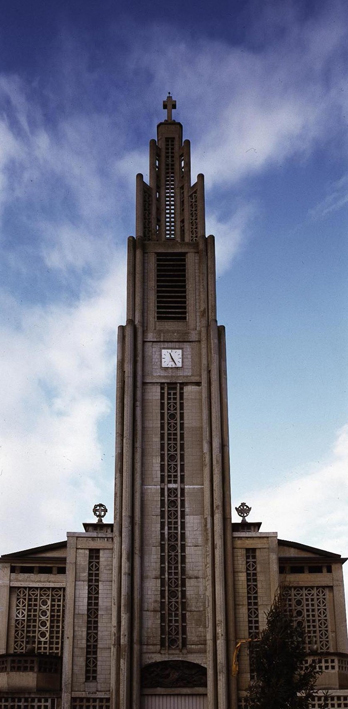
Notre-Dame in Le Raincy von Auguste Perret

Vorbild für Eiermanns Kirchengebäude war die französische Kirche Notre-Dame in Le Raincy in der Nähe von Paris vom Architekten Auguste Perret (1922), bei der auch das „sakrale Raumlicht der Gotik“ im Mittelpunkt stand, während die restliche Gestaltung auf knappste Formen reduziert wurde.
Die Verwendung von Pforzheimer Trümmerschutt als Zuschlagstoff bei der Herstellung der Wabenfenster und der Betonformsteine sollte auch materiell ein Beispiel für das Weiterleben nach der Zerstörung im Zweiten Weltkrieg geben. Die Färbung dieser Wabenfenster, vom Designer Hans Theo Baumann gestaltet, erscheint im Vergleich zu der später entstandenen Berliner Gedächtniskirche eher expressiv.
Auch die Innenausstattung wurde von Egon Eiermann entworfen. So sind der Granitfußboden aus Pflastersteinen (ca. 8 × 8 cm), das Gestühl, der Opferstock, die Hängeleuchten, der Altar und das ursprünglich auf dem Altar stehend Kreuz aus blauem Gussglas aus seiner Ideenwerkstatt. Das ursprüngliche Altarkreuz wurde 1959 nach Protesten aus der Kirchengemeinde durch ein Werk des Braunschweiger Künstlers Jürgen Weber ersetzt. Zur Kirchweihe stiftete der in Berlin lebende Künstler Hans Kuhn sechs Bildtafeln aus Gips, die mit geschmiedeten Eisenrahmen eingefasst waren und zunächst an der Empore angebracht waren. Anlässlich der Kirchenbautagung 1956 in Karlsruhe wurden sie gegen die heute in veränderter Reihenfolge gegenüber dem Original angebrachten Bildtafeln von Erhart Mitzlaff ausgetauscht.